# Muncelu de Jos
Muncelu de Jos – wieś w Rumunii, w okręgu Neamț, w gminie Valea Ursului. W 2011 roku liczyła 434 mieszkańców.